# Most Miloše Sýkory

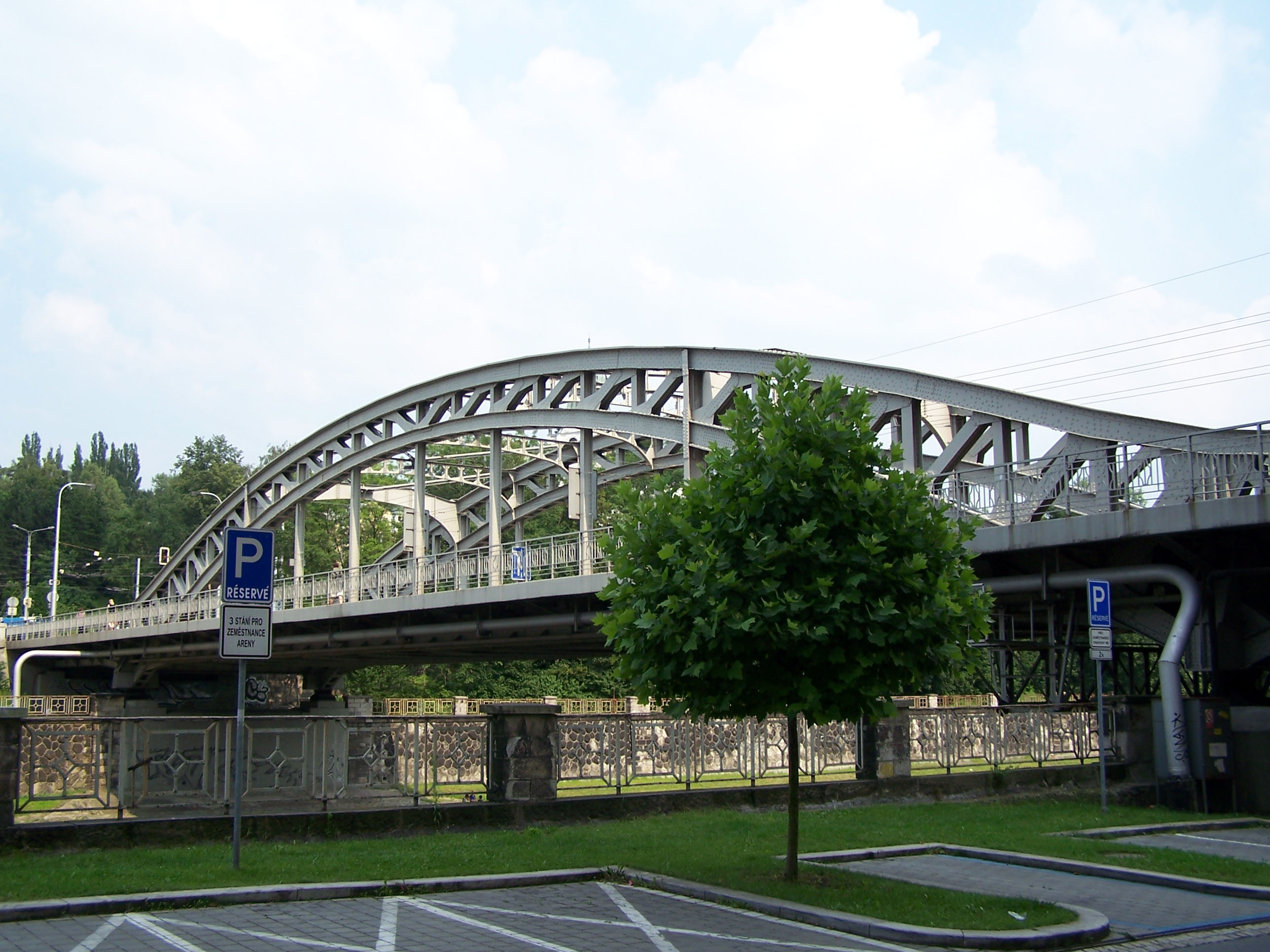
Most Miloše Sýkory v Ostravě

Most Miloše Sýkory (hovorově Sýkorův most, Sýkorák) je ocelový nýtovaný obloukový most se spodní mostovkou vedoucí přes řeku Ostravici, který spojuje moravskou a slezskou část Ostravy. Má ocelový příhradový oblouk o rozpětí 60,7  m a vzepětí 7 m, celková délka mostu je 92 m a šířka včetně chodníků je 16 m. Samotná vozovka má šířku 10 metrů, chodníky po stranách každý 2,5 metru. 

## Historie
Než dorazila do Ostravy železnice, byla nejdůležitější komunikací tzv. říšská silnice spojující Opavu s Těšínskem. Procházela centrem starého města – původně Velkou a Kostelní ulicí, po proražení nové cesty v roce 1834 pak vedla přes náměstí a novou ulicí Mostní (později Těšínská a 28. října).

### První mosty v Moravské Ostravě
První zmínky o mostě přes řeku Ostravici jsou z roku 1450.
V 30. letech 19. století byl postaven nový elegantní dřevěný most na osmi kozlech. Jeho stav se za 11 let natolik zhoršil, že bylo potřeba postavit most nový.

## Řetězový most / Kettenbrücke (1851-1886)
Projekt nového řetězového mostu vypracoval Ing. Josef Seifert. Řetězový most (Kettebrücke) byl vyroben v kleinovských železárnách v Sobotíně (bratři Kleinové, stavební a hutní podnikatelé, se krátce zapojili i do důlního podnikání na Ostravsku). Výstavbu v letech 1847 až 1851 vedl místní stavitel Antonín Lerch. Práci zdržovaly několikaleté povodně. Hlavní mostová konstrukce byla zavěšena na řetězech, které procházely přes dva portálové pylony postavené v historizujícím slohu. Mimo jiné po mostě proudily do Ostravy desítky kusů černého dobytka na proslulé místní svinské trhy. 15. září 1886 se jeho konstrukce pod kopyty švadrony hulánů tak rozkmitala, až se most zřítil. Nehoda si vyžádala čtyři lidské životy a více než třicet zraněných.

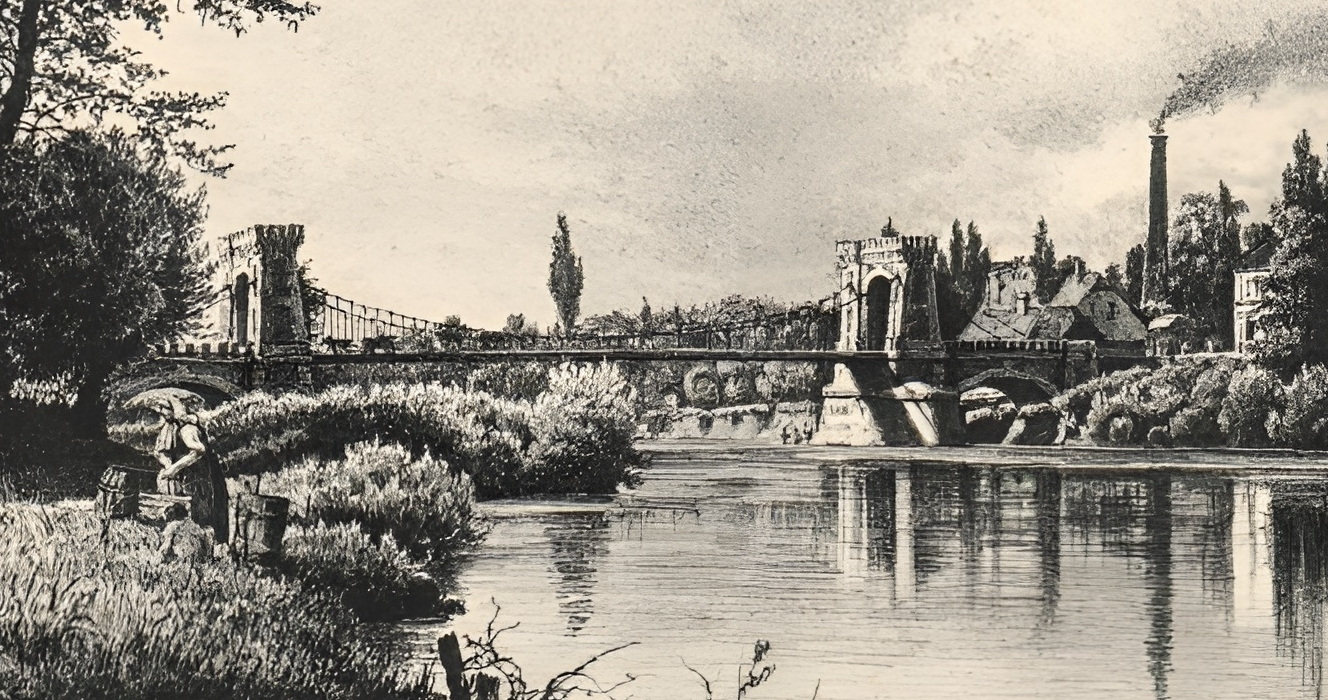
Řetězový most v Moravské Ostravě přes Ostravici na litografii Jakoba Alta

## Říšský most / Reichsbrücke (1886-1912)

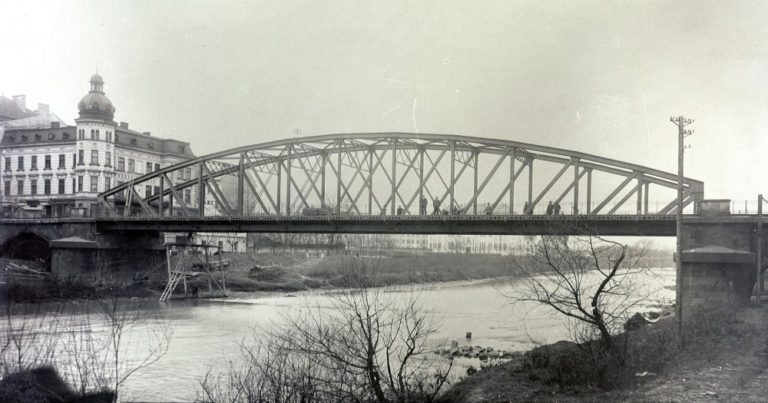
Říšský most přes Ostravici v Moravské Ostravě na fotografii pořízené kolem roku 1911

V roce 1886 byl postaven nový ocelový Říšský most (Reichsbrücke), široký 5,5 m a rozpětí 59 m, který dodaly Vítkovické železárny. Stavba trvala 16 týdnů a most byl uveden do provozu 8. ledna 1887. Tento most byl po odklonění dopravy v prosinci 1912 snesen.

## Říšský most / Most Miloše Sýkory (od 1914)

### Výstavba nového mostu
Během výstavby nového mostu byl pro udržení provozu postaven zhruba o 380 metrů dále po proudu dočasný dřevěný most o délce 80 metrů s deseti pilíři. Most byl dostatečně únosný i pro těžká nákladní vozidla. U staveniště nového mostu byl také postaven dočasný chodník.
V červenci a srpnu 1913 byly na Ostravici povodně, které sice nepoškodily dočasné pilíře, ale způsobily nemalé devastace na vykopaných jámách. První povodeň strhla i polovinu dřevěného chodníku pro pěší.
Po dokončení prací na spodní stavbě v listopadu 1913 byla na jaře 1914 zahájena stavba dočasné dřevěná konstrukce s pohyblivým montážním rámem, na kterém byl most z jednotlivých dílů sestaven.
Nýtování probíhalo ručně i za pomoci pneumatických kladiv. Montáž železné nosné konstrukce byla dokončena za 14 montážních týdnů. Dokončovací práce na chodníku, zábradlí apod. probíhaly další tři týdny. Koncem července 1914 byla konstrukce smontována. Mezitím byly provedeny betonářské práce na silnici a chodnících a bylo zahájeno dláždění vozovky.
Říšský most vznikl a byl postaven Mostárnou Vítkovických železáren Vítkovického horního a hutního těžířstva, podle návrhu Ing. B. Hermanna z projekční kanceláře Friedricha Bleichera. V roce 1979 prošel most celkovou rekonstrukcí. Další rekonstrukce proběhla od května do srpna 2002. Zajímavostí jsou 15 m dlouhá předpolí.

#### Pojmenování po Miloši Sýkorovi
Své současné jméno most získal podle legendy o Miloši Sýkorovi. Dne 30. dubna 1945 vjely tanky 1. československé samostatné tankové brigády do středu města a přes tento most chtěly pokračovat do Michálkovic a Hladnova. Nacisté ovšem most podminovali, aby zabránili Rudé armádě v postupu. Podle jedné z verzí, prosazované především poválečnou komunistickou vládou, zachránil most tehdy čtyřiadvacetiletý soustružník a člen komunistické mládeže Miloš Sýkora. Ten se společně s přítelem Olšákem dobrovolně přihlásili, že přestřihnou dráty vedoucí k náložím. To se jim také podařilo a most byl zachráněn, avšak Sýkora byl při ústupu zastřelen. Tuto po dlouhá léta oficiální verzi záchrany mostu připomíná kromě jména mostu také pomník na slezské straně řeky, jehož autorem je Konrád Babraj. Podle předsedy heraldické komise ostravského magistrátu Petra Kalety je však nejisté, jak vlastně k záchraně mostu došlo. Kronikář města Martin Juřica potvrdil smrt Miloše Sýkory, ale jeho podíl na záchraně mostu nikoli. Událost posuzuje v kontextu dalších událostí a cituje článek Pavla Hamzy.
První tank, který po mostě přejel, nesl číslo 051. Jeho posádku tvořili nadporučík Nikolaj Ivasjuk, radista Ivan Ahepjuk (je po něm pojmenována ostravská ulice Ahepjukova), střelec Josef Vaněk a řidič svobodník Alexandr Hroch. Tank byl po přejezdu mostu zasažen do motoru. Z osádky zemřel Ivan Ahepjuk, ostatní členové posádky byli raněni.
Most Miloše Sýkory byl prohlášen kulturní památkou Ministerstvem kultury ČR v roce 2009.

## V kultuře
Most Miloše Sýkory v písni Až to se mnu sekne zmiňuje zpěvák Jaromír Nohavica (na jeho oficiálním webu je uveden v nářeční podobě Sikorův most).

## Fotografie

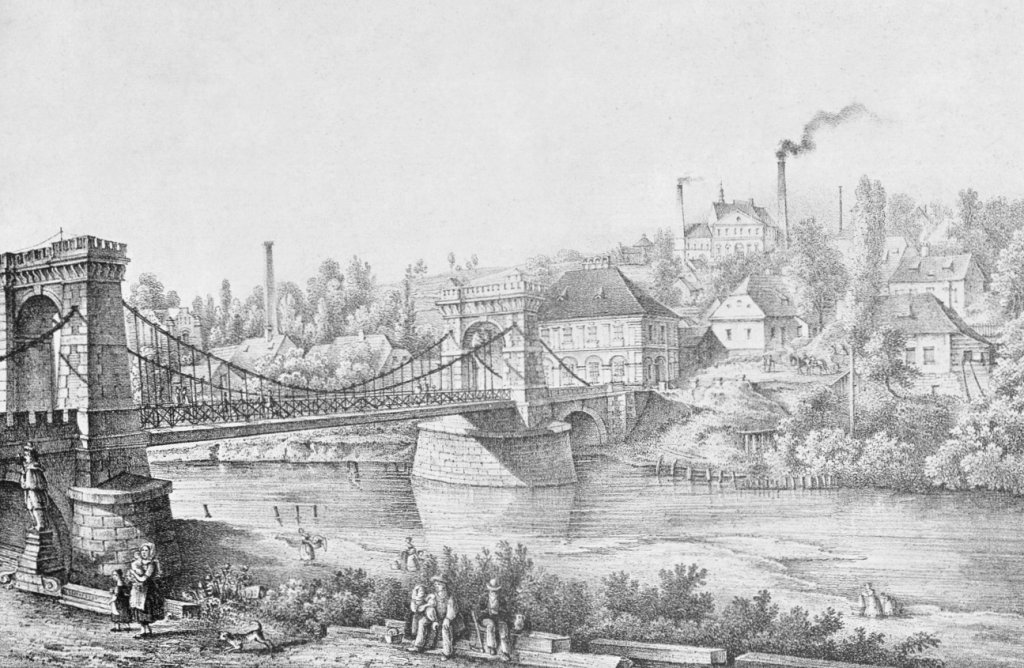
Řetězový most přes Ostravici na litografii Ernsta Wilhelma Knippela z let 1847–1857
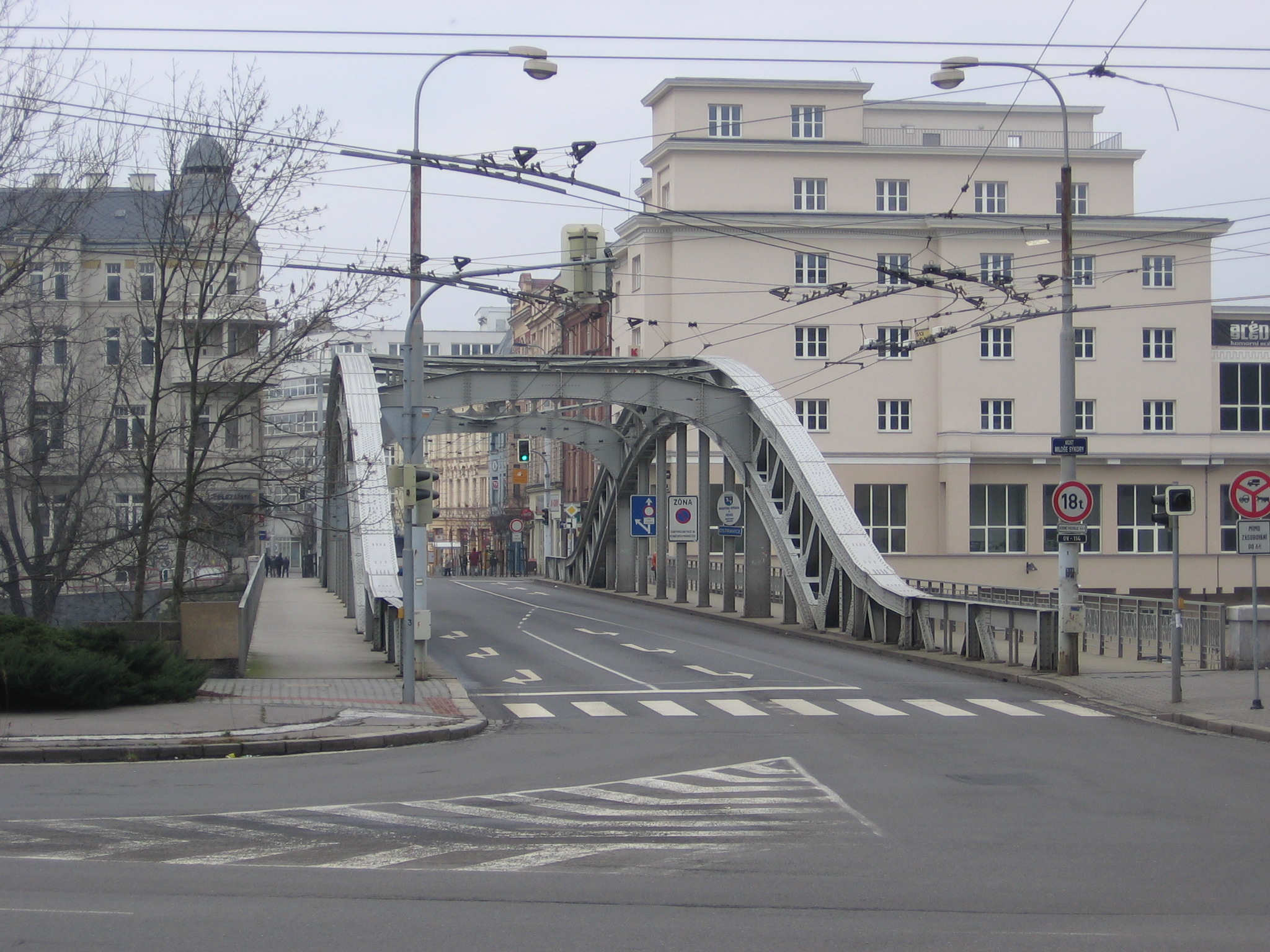
Pohled ze Slezské Ostravy
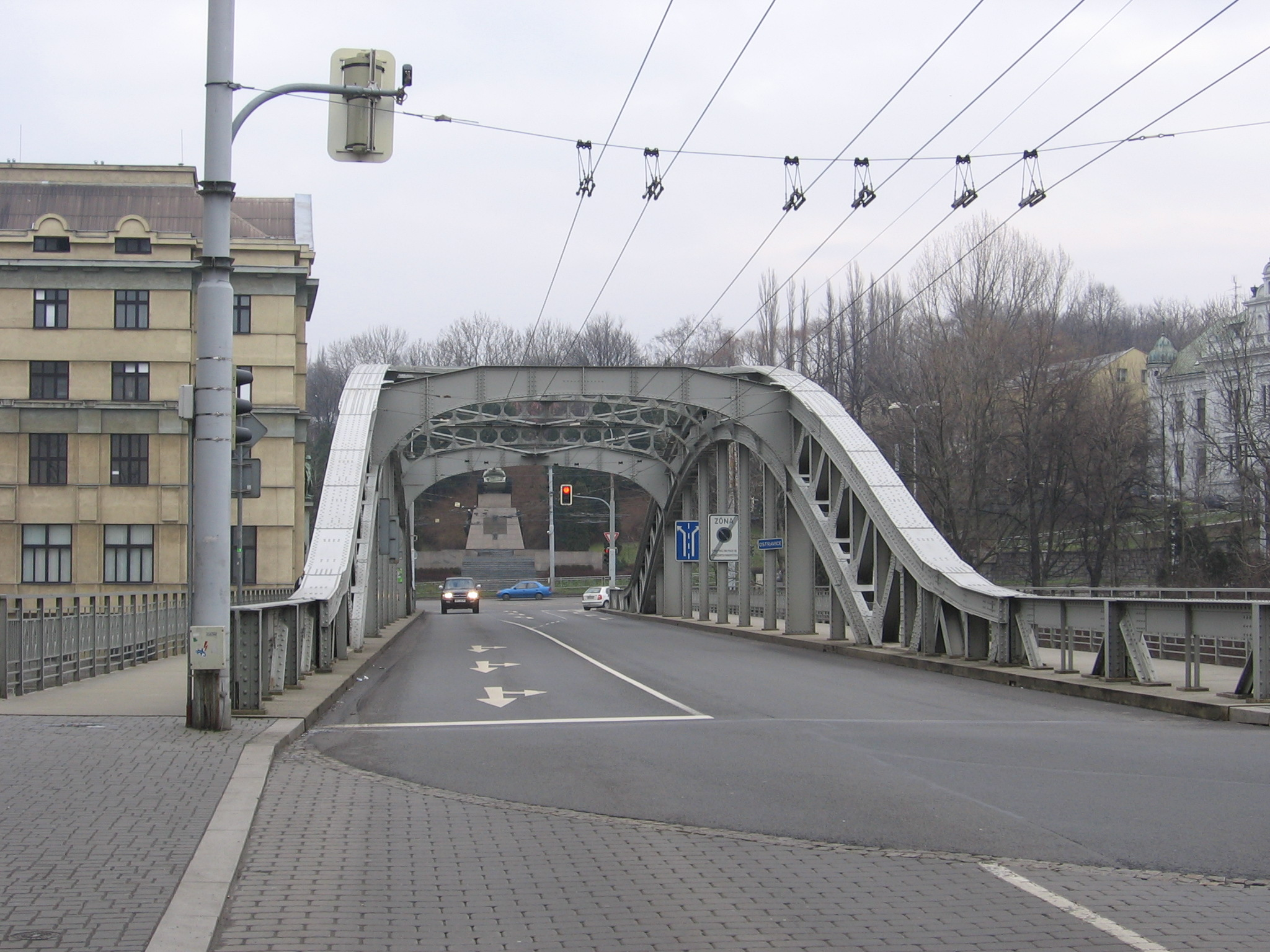
Pohled z centra Ostravy
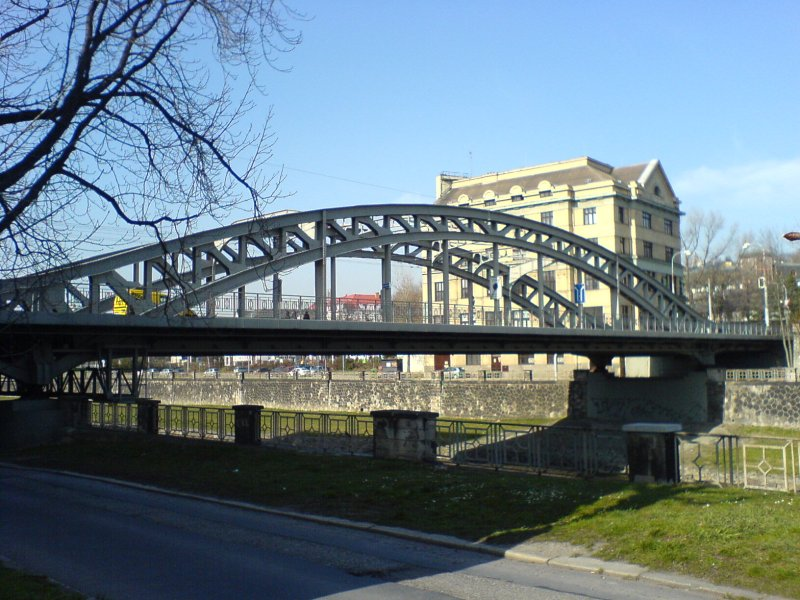
Pohled od řeky Ostravice
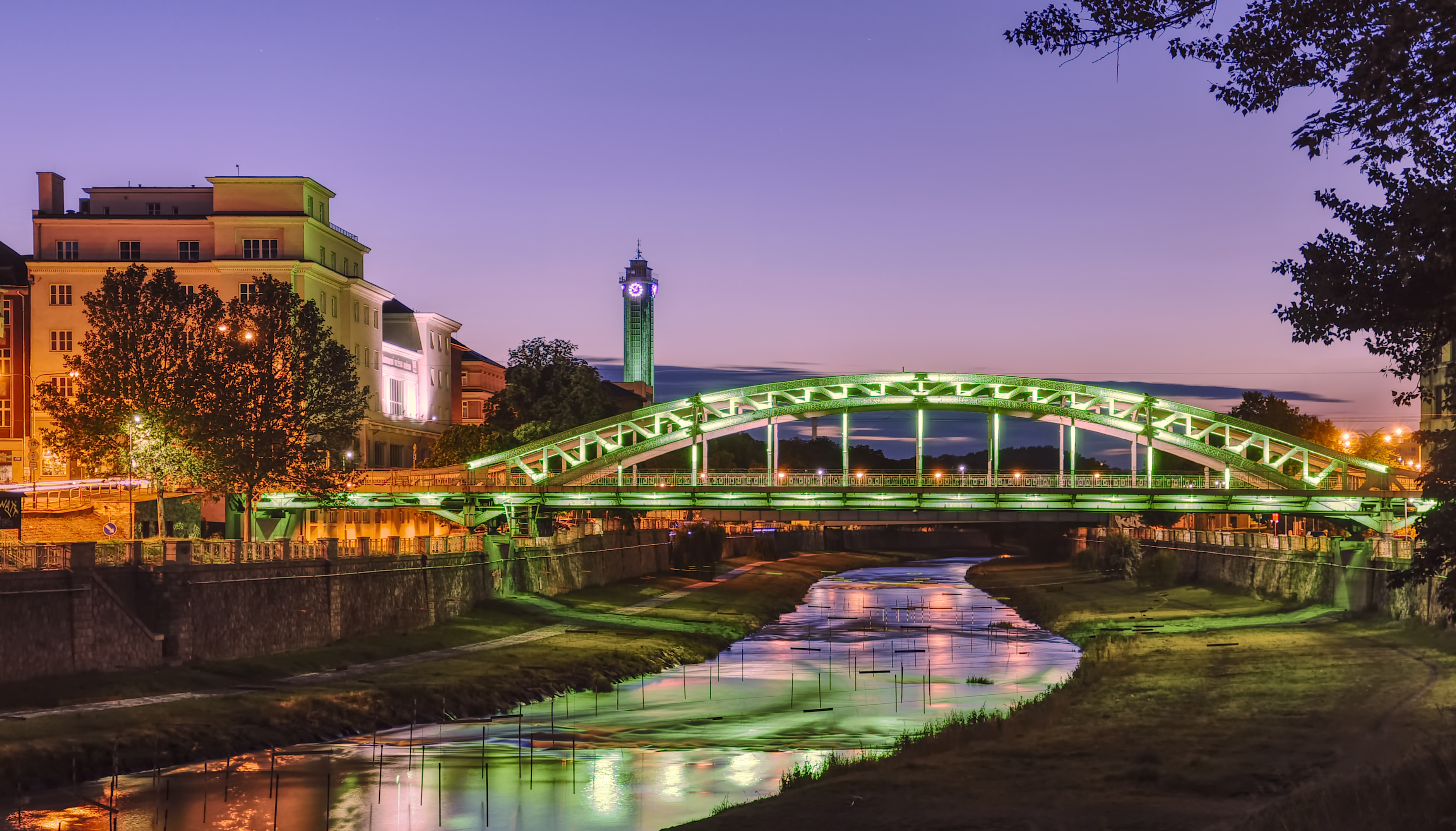
Most Miloše Sýkory v noci
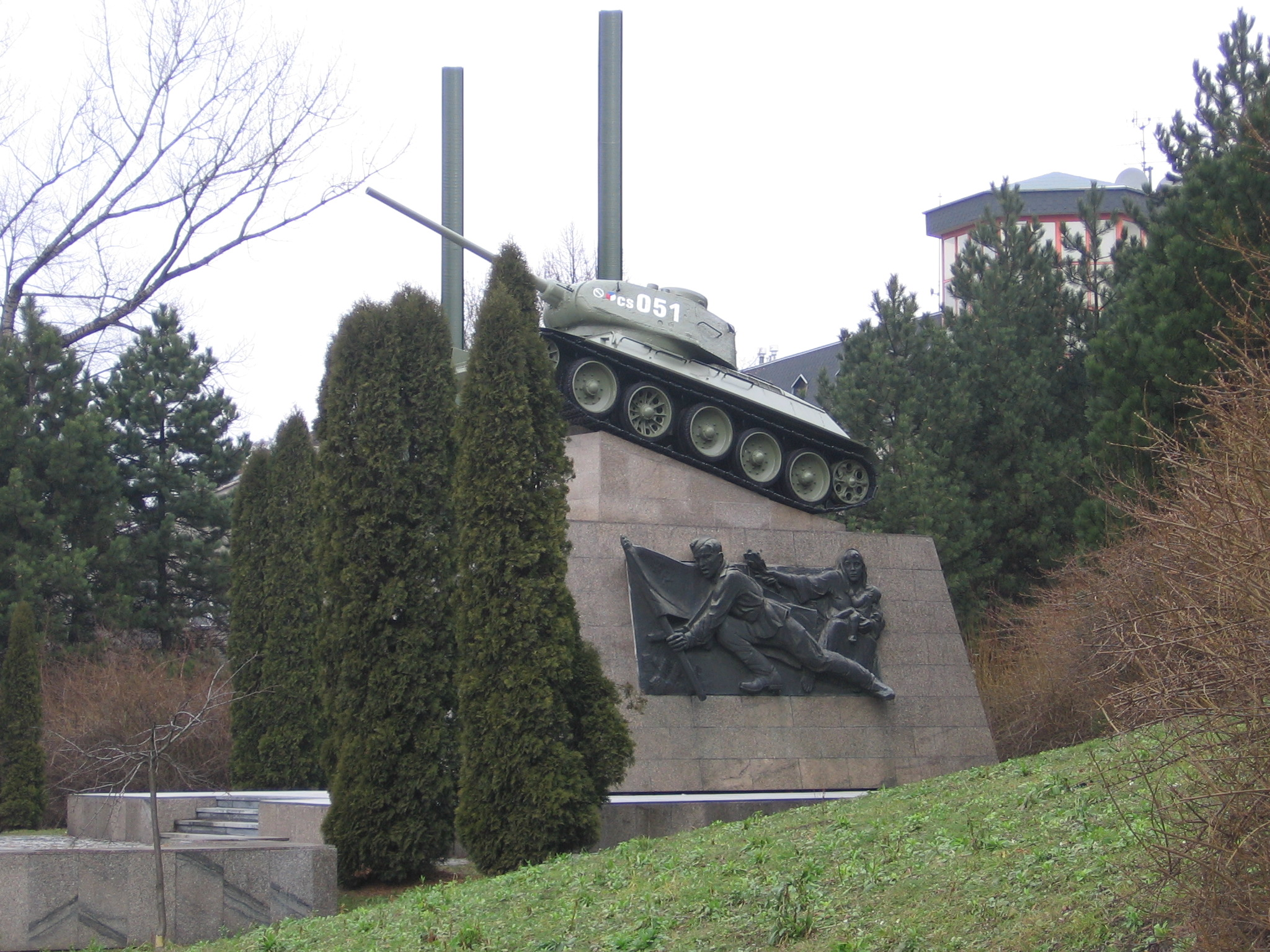
Tank u mostu Miloše Sýkory
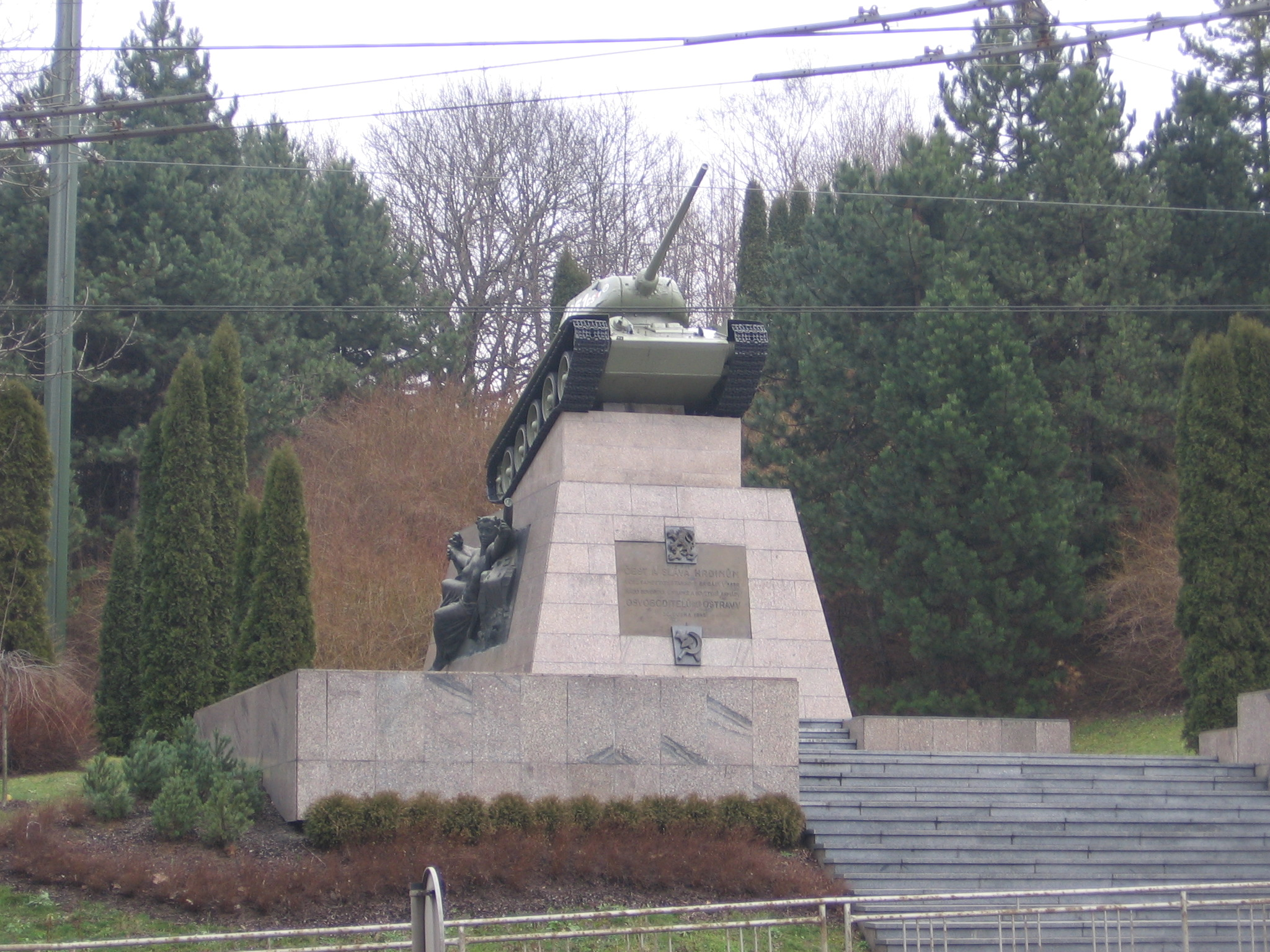
Tank u mostu Miloše Sýkory
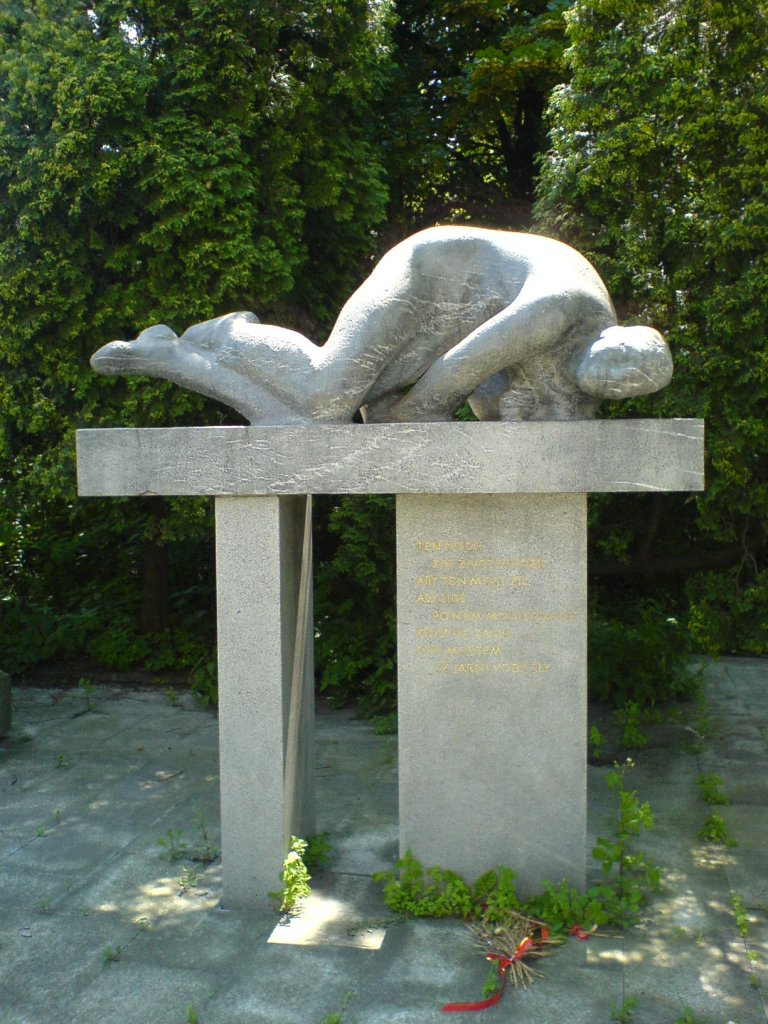
Pomník Miloše Sýkory